# Abderraouf El-Fassy
Abderraouf El-Fassy (in arabo عبد الرؤوف الفاسي‎?; Salé, 11 aprile 1940) è un ex schermidore marocchino.
Ha partecipato ai Giochi di Roma 1960, gareggiando, sia nelle competizioni a squadre, che in quelle individuali, nelle tre specialità.